# Stasiak (raper)
Stasiak, właśc. Łukasz Stasiak (ur. 16 marca 1983 w Warszawie) – polski raper i producent wykonawczy. Raper zadebiutował w 2000 roku na albumie formacji Płomień 81 pt. Nasze dni. Stasiak wystąpił gościnnie w utworze „To są nasze dni”.
Rok później z raperami Mesem i Pjusem założył zespół 2cztery7, w której występuje od roku 2001. Z grupą nagrał trzy albumy: Funk – dla smaku (2005), Spaleni innym słońcem (2008) oraz 2cztery7 & DJ Morowy prezentują: West Side Warsaw Mixtape (2008). Od kilkunastu lat koncertuje wspólnie z Tym Typem Mesem, którego jest jednocześnie managerem.
Od 2009 roku z Tym Typem Mesem i Witoldem Michalakiem współtworzy niezależną oficynę wydawniczą Alkopoligamia.com.
Jest również współtwórcą głośnego, międzypokoleniowego projektu Albo Inaczej. Na potrzeby tego projektu zredagował klasyczne teksty hip hopowe, które do nowych aranżacji muzycznych śpiewają takie legendy polskiej piosenki jak Zbigniew Wodecki, Ewa Bem, Andrzej Dąbrowski, Krystyna Prońko, Wojciech Gąssowski oraz Felicjan Andrzejczak.
W 2015 roku wziął udział w historycznej trasie koncertowej „Red Bull Tour Bus: Wspólna scena”, występując na dachu Red Bullowego autobusu w towarzystwie takich artystów jak Sokół, Kosi, Ras, Dj Steez oraz Mr. Krime. Trasę zwieńczył wspólny singiel wszystkich uczestników pt. „Aftery”, wydany na winylu przez label PROSTO.
Ma na swoim koncie epizody telewizyjne w roli prowadzącego:
- „Miejska mądrość” – 4FunTV
- „Stasiak na miejscówce” – Orange TV
- „Miejski superbohater” – TVN Turbo.

Od 2017 roku wspólnie z Łukaszem „Jurasem” Jurkowskim jest spikerem stadionowym Legii Warszawa.

## Dyskografia
Albumy solowe
| Tytuł                 | Dane dot. albumu                                    | Pozycja na liście |
| Tytuł                 | Dane dot. albumu                                    | POL               |
| --------------------- | --------------------------------------------------- | ----------------- |
| Pół żartem, pół serio | - Data: 3 grudnia 2010 - Wydawca: Alkopoligamia.com | –                 |
| Solówka po lekcjach   | - Data: 21 maja 2021 - Wydawca: Alkopoligamia.com   | 23                |

Single
| Tytuł                                                         | Rok  | Pozycja na liście | Album                      |
| Tytuł                                                         | Rok  | SLiP              | Album                      |
| ------------------------------------------------------------- | ---- | ----------------- | -------------------------- |
| Stasiak, Ero, Sokół, Diox i inni – „A pamiętasz jak?”         | 2011 | –                 | –                          |
| Ten Typ Mes – „Na dnie” (gościnnie: Tomson, Stasiak, Małolat) | 2013 | 50                | Ten Typ Mes i Lepsze Żbiki |

Inne
| Album                                    | Rok  | Uwagi                                                                          | Źródło |
| ---------------------------------------- | ---- | ------------------------------------------------------------------------------ | ------ |
| Płomień 81 – Nasze dni                   | 2000 | gościnnie rap w utworze „To są nasze dni”                                      | [ 8 ]  |
| Dizkret, Praktik – IQ                    | 2002 | gościnnie rap w utworze „Jedno życie”                                          | [ 9 ]  |
| O$ka – Przez $ jak...                    | 2004 | gościnnie rap w utworach „Prze-ziomy”, „Czas to zmienić” i „Prze-ziom (Remix)” | [ 10 ] |
| Święty – Tu wolno palić                  | 2006 | gościnnie rap w utworze „Nie wiem gdzie jestem”                                | [ 11 ] |
| Ten Typ Mes – Zamach na przeciętność     | 2009 | gościnnie rap w utworze „Nie płaczę za nimi”                                   | [ 12 ] |
| Kobra – Na żywo z miasta grzechu         | 2010 | gościnnie rap w utworze „Więcej grzechów nie pamiętam”                         | [ 13 ] |
| Ten Typ Mes – Kandydaci na szaleńców     | 2011 | gościnnie rap w utworze „Głód zwycięstwa”                                      | [ 14 ] |
| Zjawin – Wszystko jedno                  | 2012 | gościnnie rap w utworze „Głosy w mojej głowie”                                 | [ 15 ] |
| Ten Typ Mes – Ten Typ Mes i Lepsze Żbiki | 2013 | gościnnie rap w utworach „Na dnie” i „Nie umiem tańczyć”                       | [ 16 ] |
| Albo Inaczej (kompilacja)                | 2015 | adaptacja tekstów                                                              | [ 17 ] |

## Teledyski
| Tytuł                                                                              | Rok  | Reżyseria                      | Album                     | Źródło |
| ---------------------------------------------------------------------------------- | ---- | ------------------------------ | ------------------------- | ------ |
| „Ja chcę być vintage”                                                              | 2010 | Witek Michalak                 | Pół żartem, pół serio     | [ 18 ] |
| „Kombinator Stasiak”                                                               | 2010 | Filip Kabulski, Witek Michalak | Pół żartem, pół serio     | [ 19 ] |
| Numer Raz, Pyskaty, Onar, Sokół, Stasiak, Pezet i inni – „A pamiętasz jak?”        | 2011 | LetEmKnow                      | A pamiętasz jak? (singel) | [ 20 ] |
| Alkopoligamia (LJ Karwel, Stasiak, Mada, Hade, Mes, K. Knap, Theodor) – „Organizm” | 2013 | Tarniu                         | –                         | [ 21 ] |
| Kuba Knap, Emil G, ZETENWUPE, Stasiak, DJ.Black Belt Greg – „Rusz do nas”          | 2014 | Film-A-Lot                     | –                         | [ 22 ] |
| „#Hot16Challenge”                                                                  | 2014 | –                              | –                         | [ 23 ] |